# Barna, Bacău
Barna este un sat în comuna Parincea din județul Bacău, Moldova, România. La recensământul din 2002 avea o populație de 30 locuitori.